# Manuel Sánchez Asensio
Manuel Sánchez Asensio (Cáceres, 2 de enero de 1860-Madrid, 2 de marzo de 1919) fue un periodista español, de ideología integrista.

## Biografía
Nacido en Cáceres en 1860, estudió Leyes en la Universidad de Salamanca, donde fue discípulo y amigo de Enrique Gil Robles.
De ideología integrista y profundamente antiliberal, en 1885 fundó en Salamanca un periódico tradicionalista titulado La Tesis, de efímera vida. Fundó luego La Tradición, en el que también escribieron Enrique Gil Robles y Juan Marín del Campo. En mayo de 1886 se inició como redactor del diario El Siglo Futuro de Madrid, escribiendo diariamente su sección «Política menuda» y ocasionalmente artículos de fondo. Durante su estancia en Madrid se doctoró en Leyes.
Posteriormente fundó en San Sebastián El Fuerista, desde el que atacó a la masonería y habría revelado algunos de los secretos de la logia local. Este periódico fue uno de los firmantes del llamado «manifiesto de Burgos»  que dio origen al Partido Integrista liderado por Ramón Nocedal. 
Retornado a Salamanca, en 1890 fundó el diario La Región, por cuyas campañas el 1 de abril de 1892 el obispo de Salamanca Tomás Cámara, opuesto al integrismo, prohibió la publicación y lectura del periódico, además de prohibir a Sánchez Asensio publicar en la diócesis de Salamanca.
Levantada la sanción episcopal, en diciembre de 1892 fundó La Información, periódico más moderno que La Región, en el que colaboraron periodistas integristas como Marín del Campo, Botella, Clavarana y Nocedal. También este periódico acabaría siendo condenado y prohibido en 1897 por el obispo de Salamanca.
En 1898 pasó a dirigir El Vizcaíno, de Bilbao, en el que empleó el seudónimo «Manu-zar» y continuó defendiendo las tesis integristas, además de oponerse al separatismo bizkaitarra de Sabino Arana.
El año siguiente marchó a Cádiz, donde fundó y dirigió El Observador (1899). Hubo de abandonar la capital gaditana a raíz de unas polémicas declaraciones que realizó en relación con el fallecimiento de Emilio Castelar, las cuales provocaron una gran indignación popular. En 1900 volvió a Salamanca, donde trató de sortear la censura del obispo, sacando por persona interpuesta El Papelito, que tuvo vida efímera. En Córdoba dirigió El Noticiero Cordobés (1901-1902), desde el que denunció las miserables condiciones de trabajo de los jornaleros en las explotaciones agrarias.
Posteriormente regresaría a Cáceres, donde en 1903 fundó El Noticiero junto a Manuel del Castillo. Sin embargo, aunque los dos periodistas mantenían unas excelentes relaciones personales, debido a las divergencias ideológicas entre ambos, Sánchez Asensio abandonó bien pronto El Noticiero y fundaría ese mismo año el católico Diario de Cáceres. También dirigió el Noticiero Extremeño (1904-1909) en Badajoz, la revista Guadalupe (1906) en Cáceres y La Unidad Católica (1909) en Sevilla.
En la Revista católica de cuestiones sociales escribía su sección de «Bibliografía» y en La Semana Católica de Madrid un artículo semanal para el que empleaba el seudónimo «Bonifacio». También usó el de «Kall D'Eron». De acuerdo con Marín del Campo, en su labor periodística Manuel Asensio ejerció a un tiempo de teólogo, escritor ascético, apologista, literato, bibliófilo, crítico de bellas artes y de literatura, economista, canonista, jurisconsulto y sociólogo.
En los últimos años de su carrera periodística fue redactor de la plantilla de El Siglo Futuro y continuó escribiendo para La Semana Católica. En febrero de 1917 quedó semiparalítico. Falleció en 1919 en Madrid.
Los datos biográficos de Manuel Sánchez Asensio fueron recogidos por su hijo Manuel Sánchez Cuesta, también periodista y redactor de El Siglo Futuro, en su obra Mi padre (1921).